# Geraci Siculo
Geraci Siculo (sicilsky Jiraci) je italská obec v Metropolitním městě Palermo (dříve provincie Palermo) v severní části centrální Sicílie. V obci Geraci Siculo bylo k 31. srpnu 2020 registrováno 1 801 obyvatel, Městečko Geraci Siculo je jedním z 308 členů (stav k prosinci roku 2020) asociace I Borghi più belli d'Italia (Nejkrásnější historická sídla v Itálii).

## Geografie
Historické městečko Geraci Siculo se rozprostírá na skalnatém vrcholu, dosahujícím nadmořské výšky 1 077 metrů, ležícím na východní hranicí regionálního přírodního parku Madonie (Parco delle Madonie). Východní část zmíněného přírodního parku, zahrnujícího nejcennější oblasti sicilského pohoří Madonie, je součástí katastrálního území obce Geraci Siculo. Na území obce je řada vrcholů, přesahujících nadmořskou výšku 1 000 metrů, nejvyššími z nich jsou Pizzo Catarineci (1 660 m n. m.) a Cozzo Russo (1 472 m n. m.).

## Historie
Jméno obce je odvozeno od řeckého názvu Jerax, označující nedobytnou pevnost, sídlo dravých ptáků.

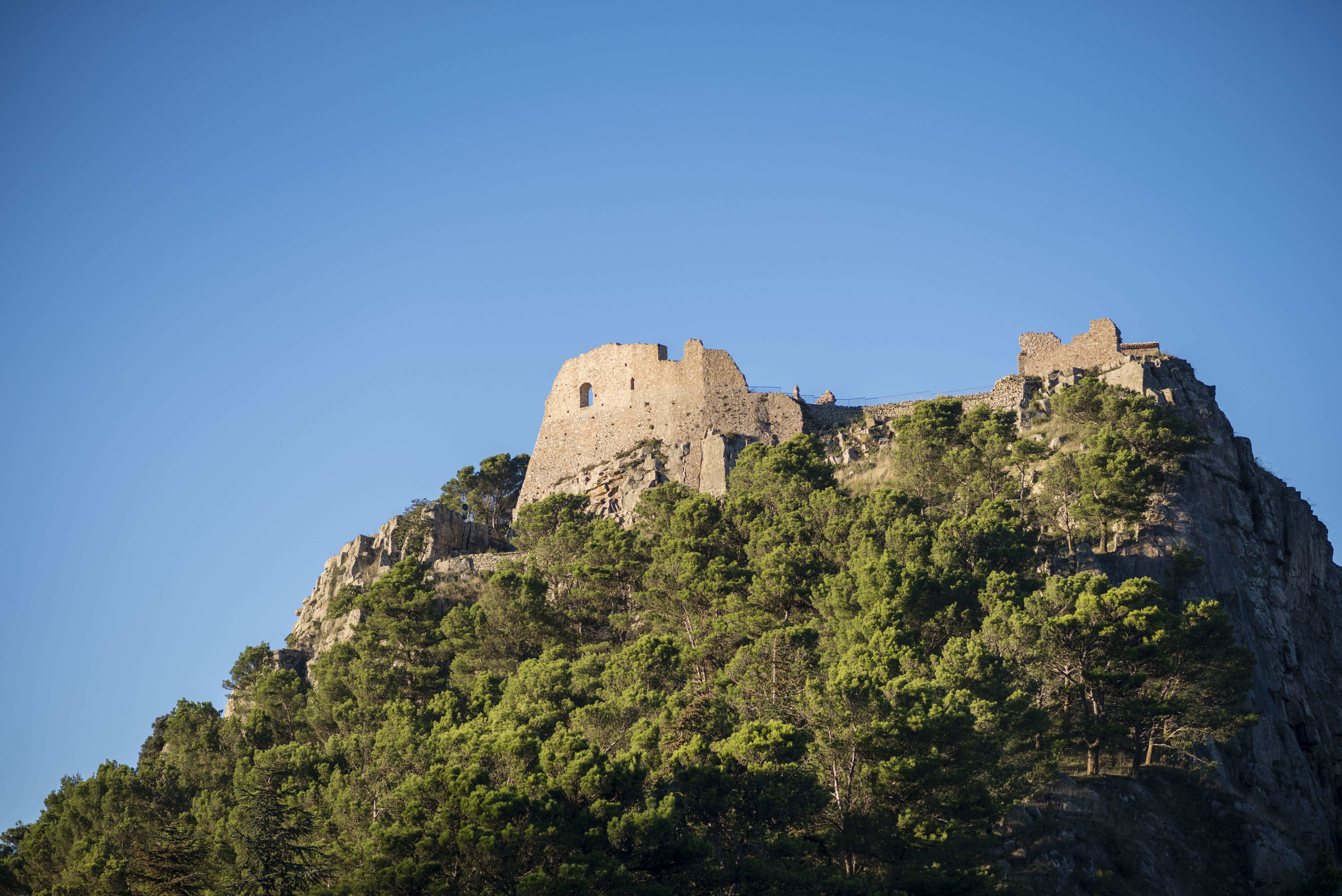
Hrad v Geraci

V 6. až 8. století n. l. bylo území součástí Byzantské říše. V roce 840 bylo dobyto Araby, avšak určité tradice z byzantské doby zde dlouho přetrvávaly – například v palatinské kapli a v kostele Panny Marie v Geraci se sloužily mše podle řecko-byzantského ritu až do 14. století. Podle arabského geografa Al-Muqaddasiho, žijícího v 10. století, patřilo Geraci ve středověku k 21 nejvýznamnějším městům na Sicílii. Také arabský historik Al-Nuwayri (1279 – 1333) se ve svých spisech zmiňuje o pevnosti Geraci, která zde existovala již v roce 840.
Po příchodu Normanů v roce 1072 se Geraci stalo správním centrem celé oblasti Madonie a posléze, za panství členů geracké větve šlechtického rodu Ventimigliů, pocházejícího z Ligurie, bylo centrem stejnojmenného hrabství (italsky Contea di Geraci). Až do roku 1419, kdy hrabě a pozdější markýz Giovanni I. Ventimiglia přemístil správu oblasti do Castelbuona, bylo hrabství Geraci svým způsobem státem ve státě, kde platily místní zákony a jehož vládci razili vlastní mince. Až do počátku 19. století zastávali pánové z Geraci významné úřady v Sicilském království.

## Pamětihodnosti a zajímavosti
- Il Castello – pozůstatky mohutného středověkého hradu na vysoké pískovcové skále
- L'abbeveratoio della Santissima Trinità, zvané též „Bevaio“ della Santissima Trinità – „napáječka“, budova s fontánami
- Convento dei Padri Cappuccini – kapucínský klášter, založený markýzem z Geraci v roce 1689
- Chiesa di Sant'Anna, „Capella Palatina“ – kostel sv. Anny, který hrabě Francesco I. Ventimiglia (1285 – 1338) vybudoval v areálu hradu
- Chiesa di Santa Maria Maggiore – farní kostel Panny Marie ze 14. století, hlavní chrám v Geraci Siculo
- Salto dei Ventimiglia – v překladu „Ventimigliův skok“, prosklený vyhlídkový můstek, vybudovaný v roce 2014 na skále, ze které v roce 1338 údajně skočil se svým koněm hrabě Francesco I. Ventimiglia, aby unikl obléhatelům hradu Geraci

## Galerie

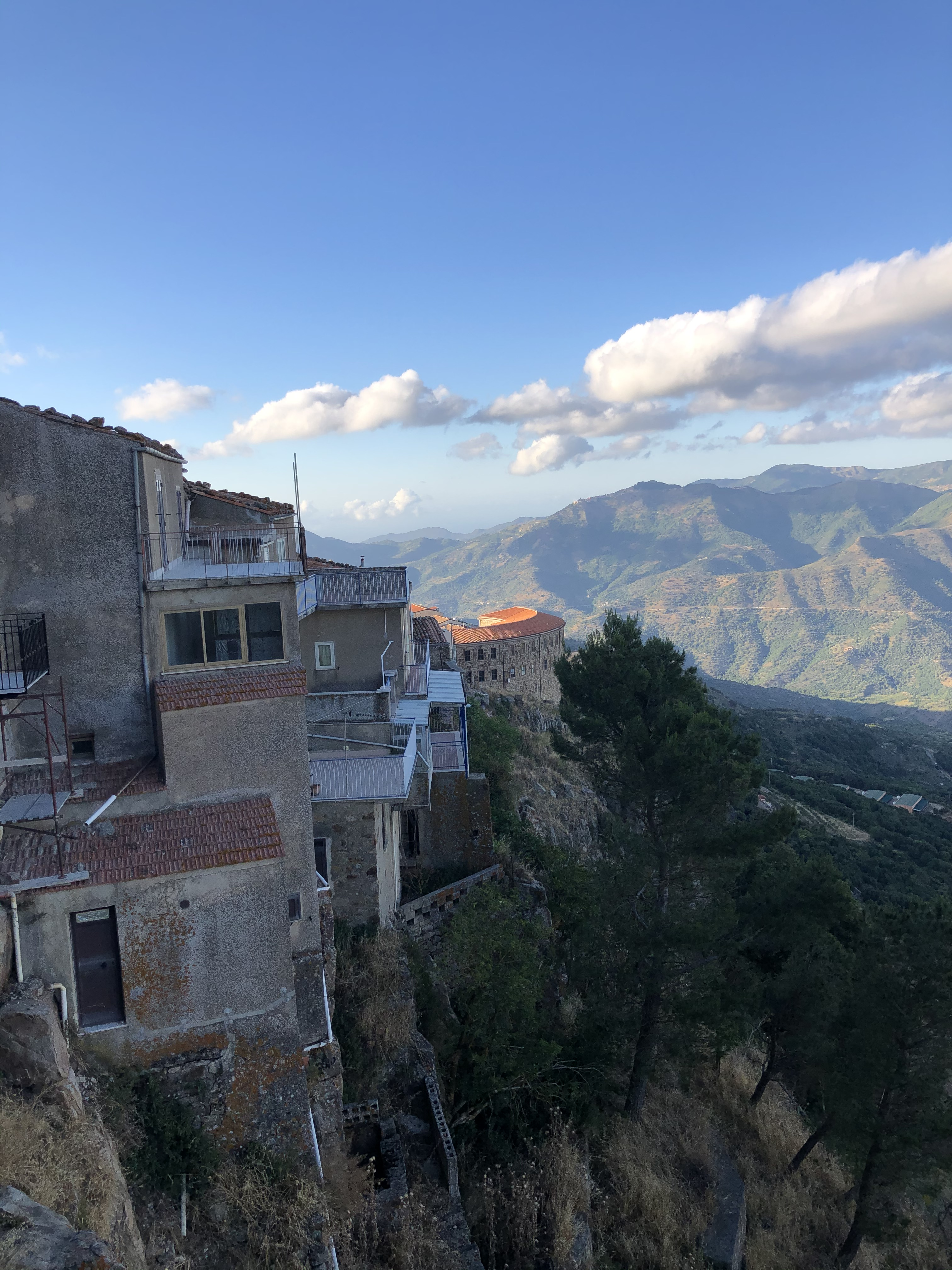
Výhled ze Salto dei Ventimiglia
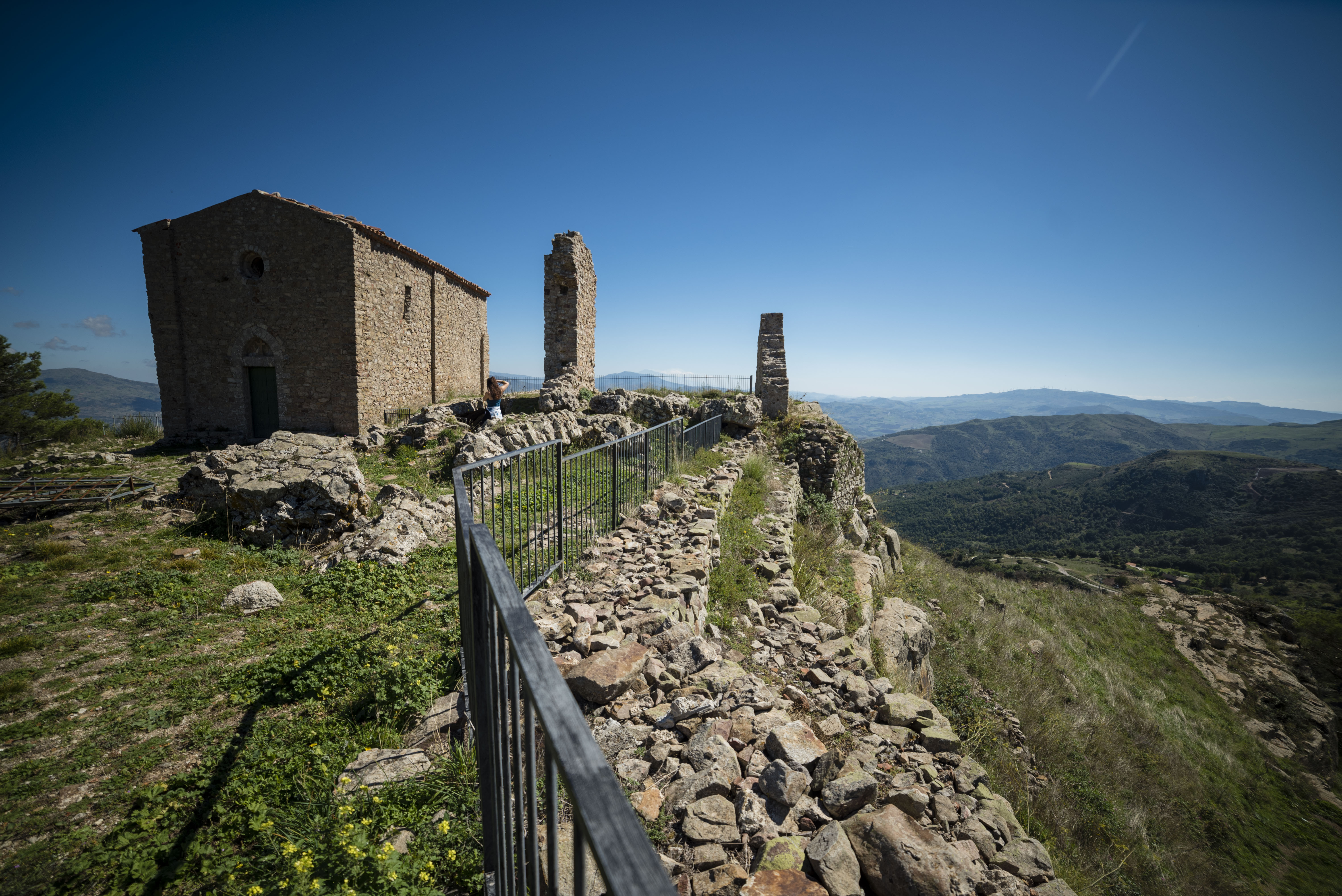
Kostel svaté Anny (Capella Palatina)
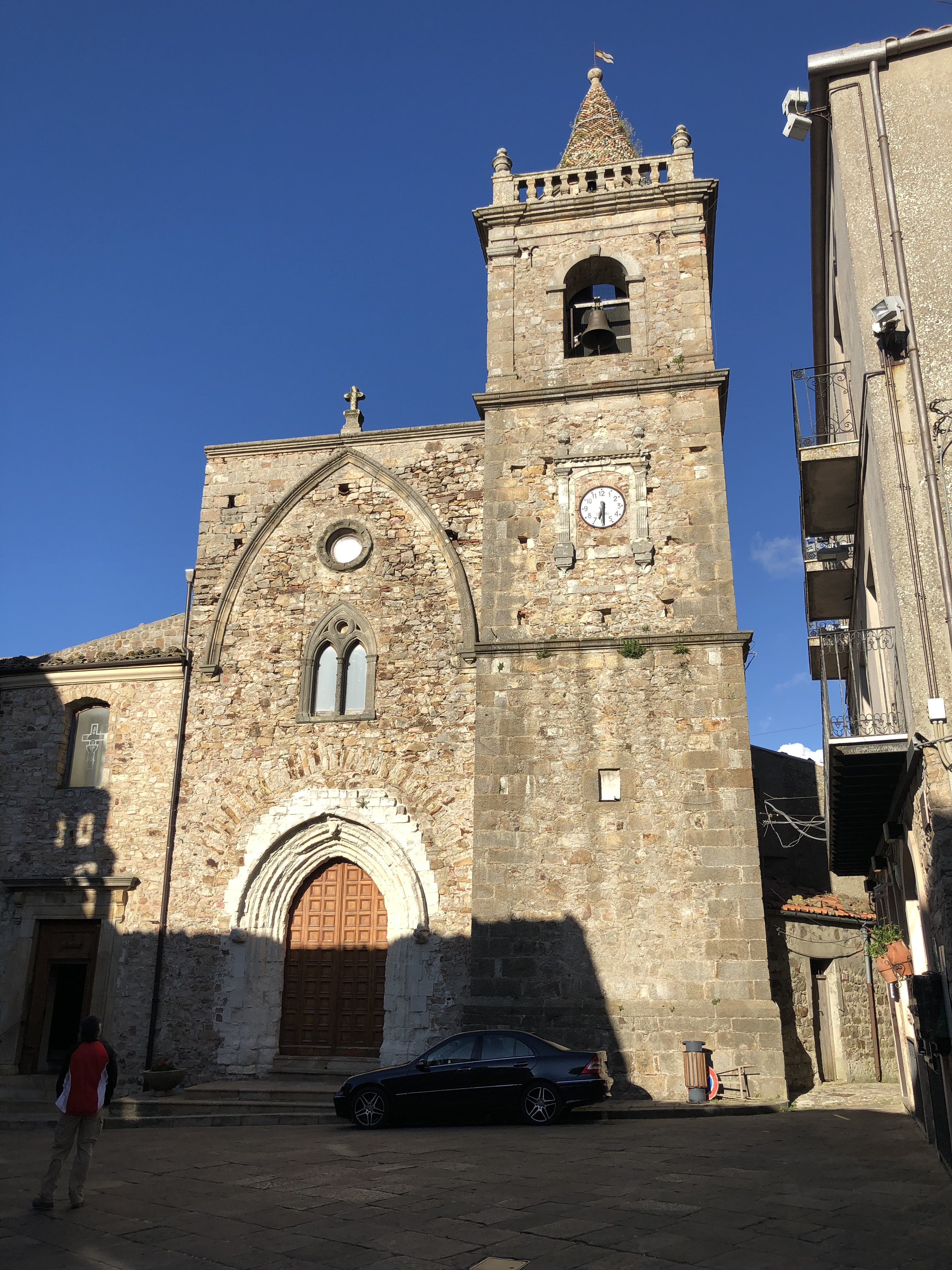
Farní chrám Panny Marie
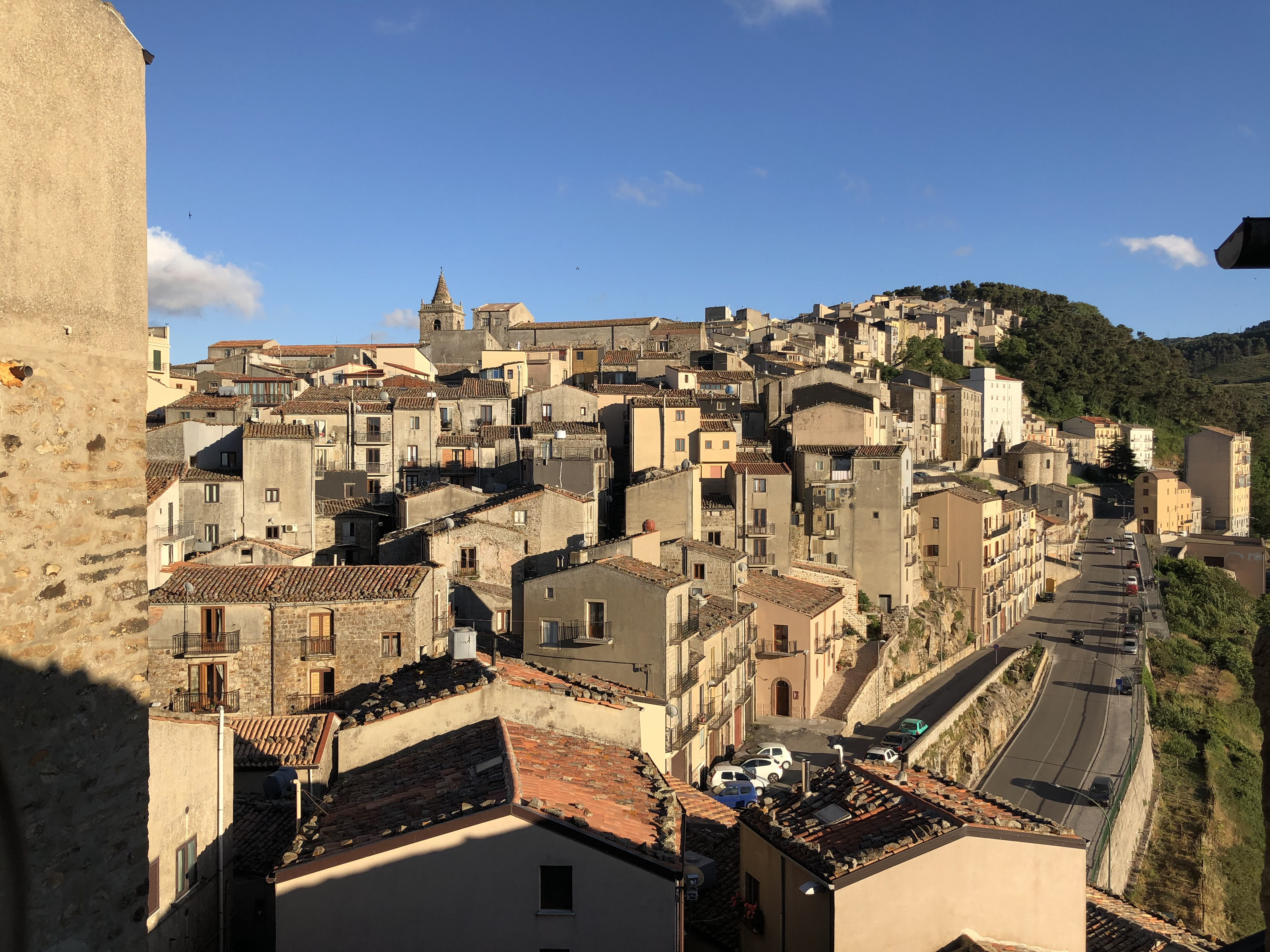
Historické centrum Geraci
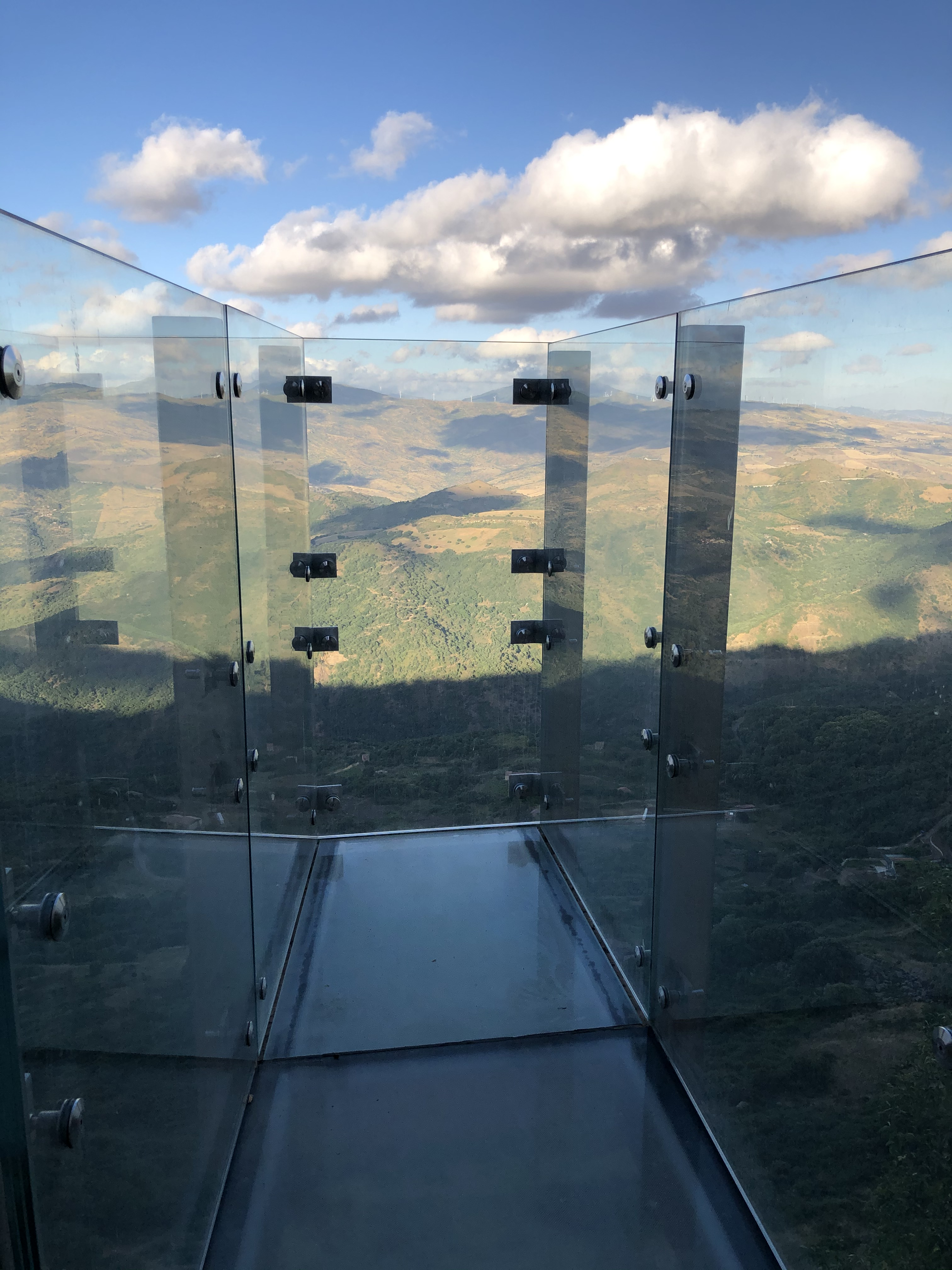
Vyhlídka „Ventimigliův skok“